# Jesús David Peña
Jesús David Peña Jiménez (* 8. Mai 2000 in Zipaquirá) ist ein kolumbianischer Radrennfahrer, der im Straßenradsport aktiv ist.

## Sportlicher Werdegang
Bis 2021 war Peña Mitglied in kolumbianischen Radsportteams und trat international vorrangig mit der Nationalmannschaft in Erscheinung. 2019 und 2021 machte er beim Giro Next Gen auf sich aufmerksam, als er jeweils bei einer schweren Bergankunft einen zweiten Etappenrang erzielte. Auf nationaler Ebene gewann er 2019 und 2021 die Gesamtwertung der Vuelta de la Juventud Colombia.
Zur Saison 2022 erhielt Peña einen Vertrag beim UCI WorldTeam BikeExchange-Jayco. Nachdem die erste Saison ohne nennenswerte Ergebnisse verlaufen war, gewann er die Königsetappe der Slowenien-Rundfahrt 2023 und feierte damit seinen ersten Sieg als Radprofi. Als Dritter der Tour of Austria 2023 stand er auch erstmals auf dem Podium der Gesamtwertung einer Rundfahrt. 2024 konnte er seine Leistungen nicht bestätigen und fuhr lediglich bei der Tour of Austria zwei Top-10-Platzierungen ein.
Nachdem Peña zur Saison 2025 keinen neuen Vertrag bei einem Profiteam erhalten hatte, wechselte er im Februar zum portugiesischen Continental Team AP Hotels & Resorts / Tavira / AC Farense. Den ersten Sieg mit neuem Team erzielte er mit dem Gewinn der vierten Etappe der Volta ao Alentejo.

## Erfolge
2023
- eine Etappe Slowenien-Rundfahrt
- Nachwuchswertung Tour of Austria

2025
- eine Etappe Volta ao Alentejo